# Rolf Bremer
Rolf Bremer (* 4. Juli 1926 in Lübeck; † 5. Mai 1991 in Elmshorn) war ein deutscher Politiker (CDU).

## Leben und Beruf
Nach dem Abitur 1944 nahm Bremer als Soldat am Zweiten Weltkrieg teil, wurde bei der Kriegsmarine eingesetzt und zuletzt zum Seekadett befördert. 1946 begann er ein Studium der Rechtswissenschaft, das er 1950 mit dem ersten und 1955 mit dem zweiten juristischen Staatsexamen beendete. Anschließend trat er in die Finanzverwaltung des Landes Schleswig-Holstein ein. Er wurde 1960 zum Regierungsrat und 1965 zum Oberregierungsrat befördert. Zuletzt war er Leiter der Betriebsprüfungsstelle des Finanzamtes in Elmshorn.

## Politik
Bremer trat in die CDU ein, war seit 1965 Vorsitzender des CDU-Kreisverbandes Pinneberg und wurde 1967 in den Landesvorstand der CDU Schleswig-Holstein gewählt.
Er war von 1965 bis 1976 Mitglied des Deutschen Bundestages. 1965 ist er als direkt gewählter Abgeordneter des Wahlkreises Pinneberg und danach stets über die Landesliste Schleswig-Holstein in den Bundestag eingezogen. 